# Comté de Villacieros
Le comté de Villacieros est un titre nobiliaire espagnol créé par le roi Juan Carlos Ier le 9 février 1980, en faveur d'Antonio Villacieros Benito (1900-1983), ambassadeur d'Espagne, chef de protocole du Secrétariat Général de la Maison du Roi, chevalier grand croix de l'Ordre d'Isabelle la Catholique et chevalier grand croix de l'Ordre de Charles III.

## Comtes de Villacieros
|                                         | Titulaire                                    | Période                                 |
| Créé en 1980 par le roi Juan Carlos Ier | Créé en 1980 par le roi Juan Carlos Ier      | Créé en 1980 par le roi Juan Carlos Ier |
| --------------------------------------- | -------------------------------------------- | --------------------------------------- |
| I                                       | Antonio Villacieros Benito                   | 1980-1983                               |
| II                                      | Francisco Javier Villacieros y Machimbarrena | 1984-actualité                          |

## Histoire des comtes de Villacieros
- Antonio Villacieros Benito (1900-1983), I comte de Villacieros, ambassadeur d'Espagne, chef de protocole du Secrétariat Général de la Maison du Roi, chevalier grand croix de l'Ordre d'Isabelle la Catholique et chevalier grand croix de l'Ordre de Charles III.

1. Marié, en 1927, à María del Carmen Machimbarrena Aguirrebengoa.

De son mariage sont nés deux enfants: Francisco Javier (qui suit), et Emma Villacieros Machimbarrena, mariée avec Antonio García Ogara y Wright.
Lui succède, le 20 juillet 1984, son fils aîné:
- Francisco Javier Villacieros y Machimbarrena (n.1928), 2e comte de Villacieros, Licencié en Droit, ambassadeur d'Espagne, diplomate, grand croix de l'Ordre du Mérite civil.

1. Marié, en 1953, avec Elvira Zunzunegui Arocena (n.1932).

De son mariage sont nés deux enfants: Álvaro (n. 1955, marié avec Micaela Armée Barcaiztegui), et Marta Villacieros Zunzunegui.
Actuel titulaire.